# Louis Barthou
Jean Louis Barthou GCTE • GCSE (Oloron-Sainte-Marie, 25 de agosto de 1862 — Marselha, 9 de outubro de 1934) foi um político francês. Ocupou o cargo de primeiro-ministro da França, entre 22 de março de 1913 e 9 de dezembro de 1913.

## Vida
Ocupou uma enorme variedade de cargos ministeriais: ministro da Instrução Pública, ministro da Justiça, Ministro dos Negócios Estrangeiros, ministro das Obras Públicas, ministro de Estado, ministro do Interior e ministro da Guerra por variadas ocasiões entre 1894 e a data em que foi assassinado.
Ocupou a Cadeira 28 da Academia Francesa a partir de 1918.
A 29 de maio de 1924 foi agraciado com a Grã-Cruz da Ordem Militar de Sant'Iago da Espada de Portugal e a 5 de outubro de 1934 com a Grã-Cruz da Ordem Militar da Torre e Espada, do Valor, Lealdade e Mérito de Portugal.
Louis Barthou foi o principal responsável por um Pacto Franco-Soviético de Assistência Mútua, que acabou por ser assinado pelo seu sucessor Pierre Laval. Ocupava o cargo de Ministro dos Negócios Estrangeiros quando foi assassinado em Marselha em 1934 no atentado que vitimou o Rei Alexandre I da Jugoslávia cometido por Vlado Chernozemski.

## Crise de 1934
Após os distúrbios de 6 de fevereiro de 1934, o ex-presidente da República Gaston Doumergue foi chamado por Albert Lebrun para formar um governo de unidade nacional em uma tentativa de estabilizar a política interna. Para isso, o novo chefe de governo está cercado de dois pesos-pesados políticos, próximos ao atual chefe de Estado: Albert Sarraut no Interior e Louis Barthou nas Relações Exteriores, seu cargo favorito.
Louis Barthou tentou lutar contra as maquinações de Hitler, atraindo a Grã-Bretanha, a Itália e a União Soviética para uma frente antialemã. Ele defendeu o isolamento da Alemanha, estabelecendo uma série de alianças contra ela com os estados da Europa Central aliados à França (Polônia e a Pequena Entente). Seu plano para um Pacto Oriental, no entanto, terminou em fracasso.

## Ministério
Ver Gabinete Barthou

### Ministério de Barthou, 22 de março de 1913 - 9 de dezembro de 1913
- Louis Barthou - Presidente do Conselho e Ministro da Instrução Pública e Belas Artes
- Stéphen Pichon - Ministro das Relações Exteriores
- Eugène Étienne - Ministro da Guerra
- Louis Lucien Klotz - Ministro do Interior
- Charles Dumont - Ministro das Finanças
- Henry Chéron - Ministro do Trabalho e Provisões de Previdência Social
- Antony Ratier - Ministro da Justiça
- Pierre Baudin - Ministro da Marinha
- Étienne Clémentel - Ministro da Agricultura
- Jean Morel - Ministro das Colônias
- Joseph Thierry - Ministro de Obras Públicas
- Alfred Massé - Ministro do Comércio, Indústria, Correios e Telégrafos

## Obras literárias e históricas
Paralelamente à sua atividade política, Louis Barthou publicou livros sobre literatura e história. Foi eleito membro da Académie française em 2 de maio de 1918. Ele fez dois elogios: o de Joseph Bédier em 1921 e o de Albert Besnard em 1924. Em 1921, fundou a revista Byblis: miroir des arts du livre et de l'estampe, que confiou a Pierre Gusman e que publicou dez volumes até 1931.
As principais publicações de Louis Barthou são:
- Notes de voyage: en Belgique et en Hollande, trois jours en Allemagne, 1888;
- Thiers et la loi Falloux, 1903 (online);
- Mirabeau, 1913;
- Impressions et essais, 1913;
- Lamartine orateur, 1916 (online);
- L'Heure du droit: France, Belgique, Serbie, 1916;
- Toute la France pour toute la Guerre, palestra proferida em Genebra em 26 de julho de 1916, em "Pages actuelles 1914-1916" n° 95, Bloud et Gay, 1916; (texte sur Internet Archive);
- Sur les routes du droit, 1918;
- Les Amours d'un poète: documents inédits sur Victor Hugo, 1918;
- La Bataille du Maroc, 1919;
- Le Traité de paix, 1919 (online);
- Le Politique, 1923 (online);
- Wagner et le Recul du temps, 1924;
- La Vie ardente de Richard Wagner, Flammarion, 1925;
- Voyage à travers mes livres: autour de Lamartine, 1925;
- Victor Hugo, élève de Biscarrat, 1925;
- Le Neuf thermidor, Hachette, 1926;
- Rachel, 1926;
- Paroles vécues, 1928;
- Danton, 1932;
- Promenades autour de ma vie: lettres de la montagne, 1933;
- Leconte de Lisle et Jean Marras: documents inédits, 1933 (wikisource);
- Lettres à un jeune Français (s. d.).